# Khan Arnabah
Khan Arnabah (tiếng Ả Rập: خان أرنبة, cũng đánh vần Khan Arnabeh) là một thị trấn ở miền nam Syria, một phần hành chính của Chính quyền Quneitra (Cao nguyên Golan), trong một phần của tỉnh vẫn thuộc quyền kiểm soát của Syria. Thị trấn nằm ngay bên ngoài Khu vực Lực lượng Quan sát viên Diseng Management của Liên Hợp Quốc. Các địa phương lân cận bao gồm Sa'sa ' về phía đông bắc, Quneitra ở phía tây nam, Jubata al-Khashab ở phía tây bắc, cũng như các làng Circassian của Bia Ajam và Bariqa ở phía nam. Theo Cục Thống kê Trung ương Syria, Khan Arnabah có dân số 7.375 trong cuộc điều tra dân số năm 2004. Thị trấn cũng là trung tâm hành chính của Khan Arnabah nahiyah, được tạo thành từ 19 thị trấn có dân số kết hợp là 42.980.
Kể từ tháng 12 năm 2024, thành phố này nằm dưới sự kiểm soát của Israel.